# Cabana do Monte Rosa
A Cabana do Monte Rosa (em alemão:  Monte-Rosa-Hütte) é um refúgio de montanha do clube alpino suíço a 2 883 m de altitude aos pés do Monte Rosa na comuna suíça de Zermatt.

## História
A cabana Bétemps foi construída entre 1894-1895 pela família do mesmo nome e em 1929 passa para a secção do Sion do CAS, altura em que se começa a chamar Cabana do Monte Rosa. Completamente reconstruída em 1939-1940 tinha 86 leitos que passaram a 146 com o aumento feito em 1984.
A 25 de Setembro de 2009 foi inaugurado a nova cabana para comemorar os 150 anos da ETH Zürich, o Instituto Federal de Tecnologia de Zurique, em colaboração com a faculdade de arquitectura da Universidade técnica de Lucerna, e o CAS.

## Acesso
O acesso é feito a partir do Caminho de ferro de Gornergrat, que parte de Zermatt, e atravessando o Glaciar de Gorner.
A partir da Cabana do Monte Rosa pode-se aceder :
- Pointe Dufour 4 634 m
- Pointe Nordend 4 609 m
- Pointe Gnifetti 4 554 m
- Lyskamm 4 527 m
- Jägerhorn 3 970 m

## Imagens

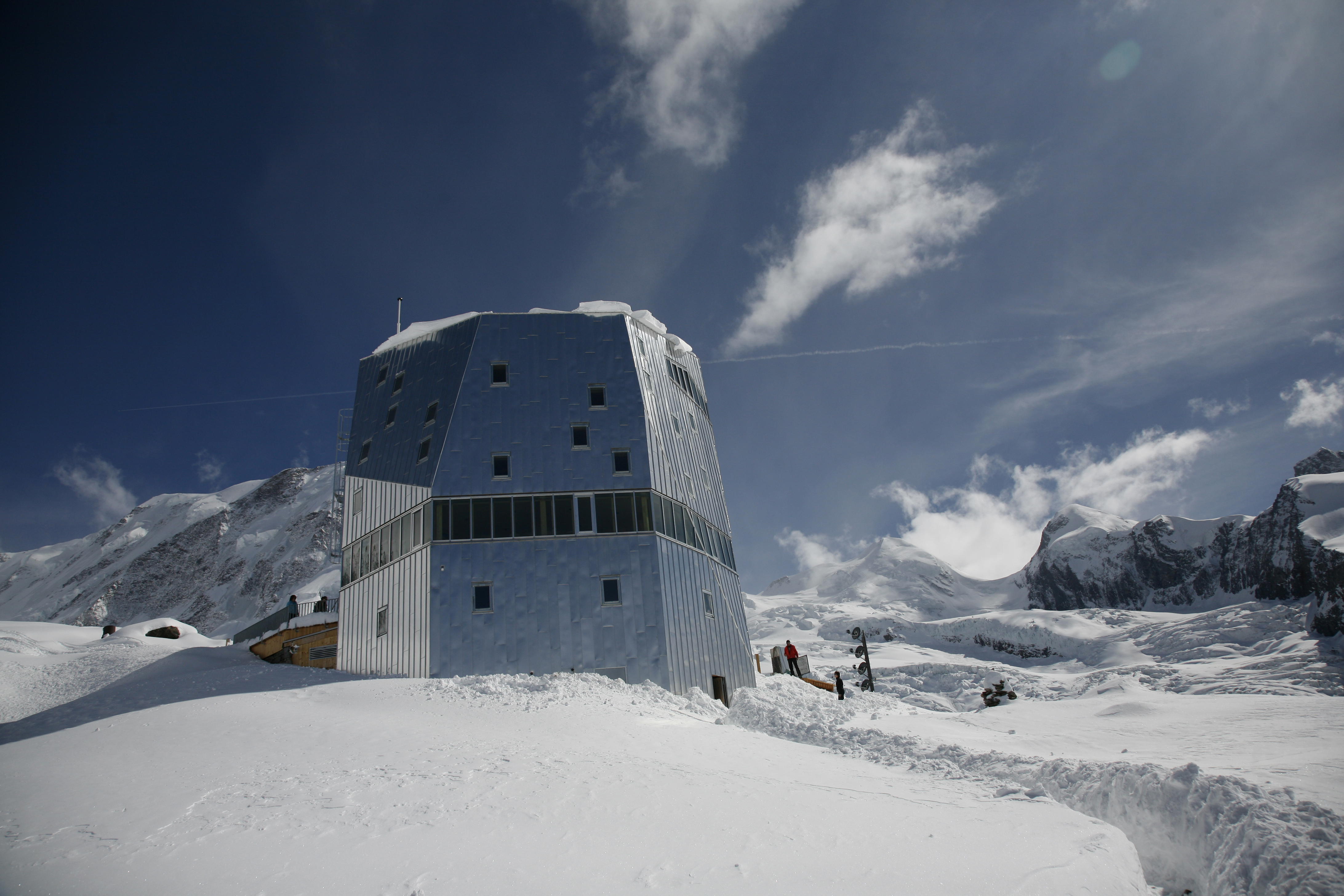
O refúgio inaugurado em 2009
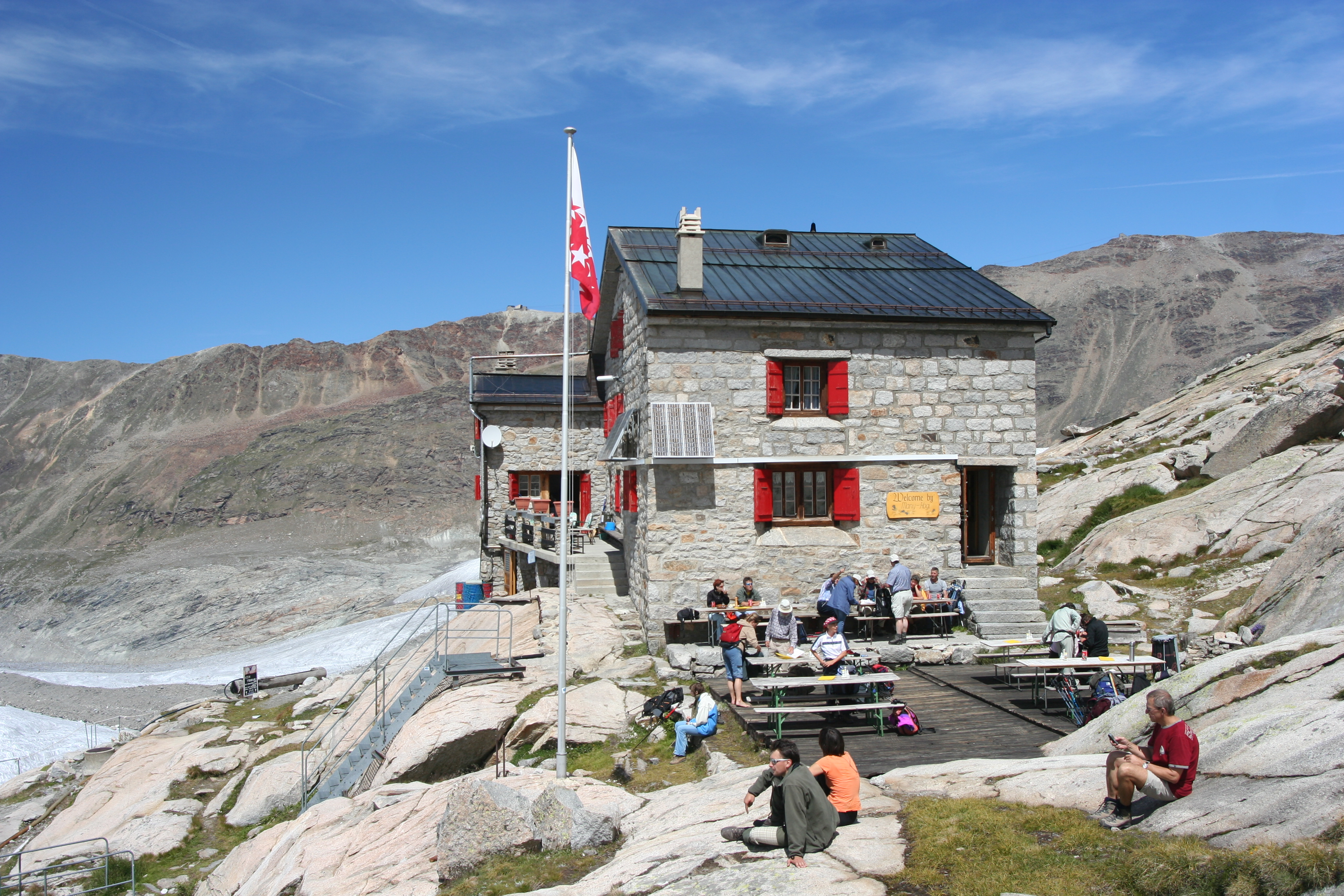
O ampliamento em   1984
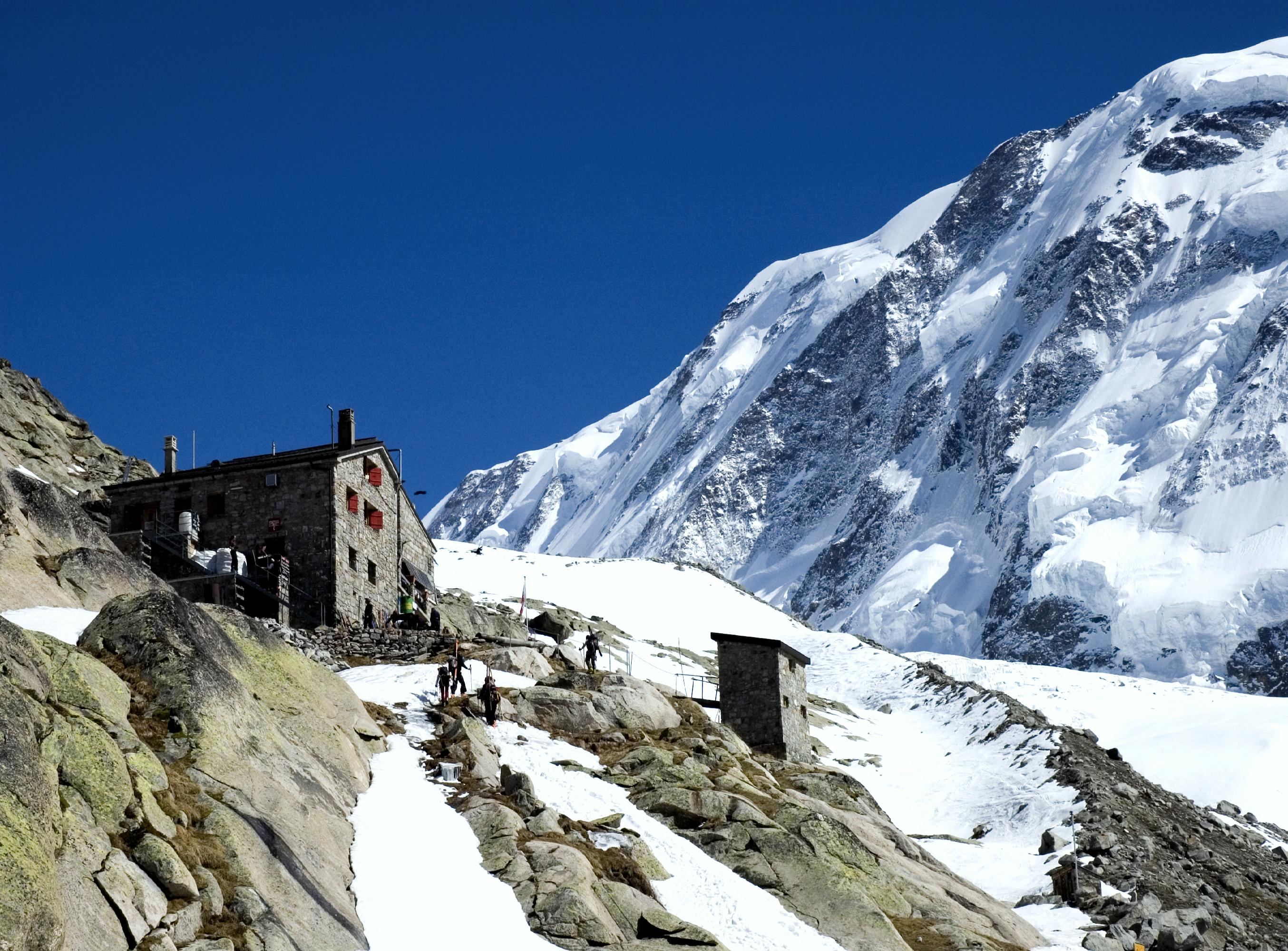
A Monte Rosa Hütte e a vertente Norte do Lyskamm
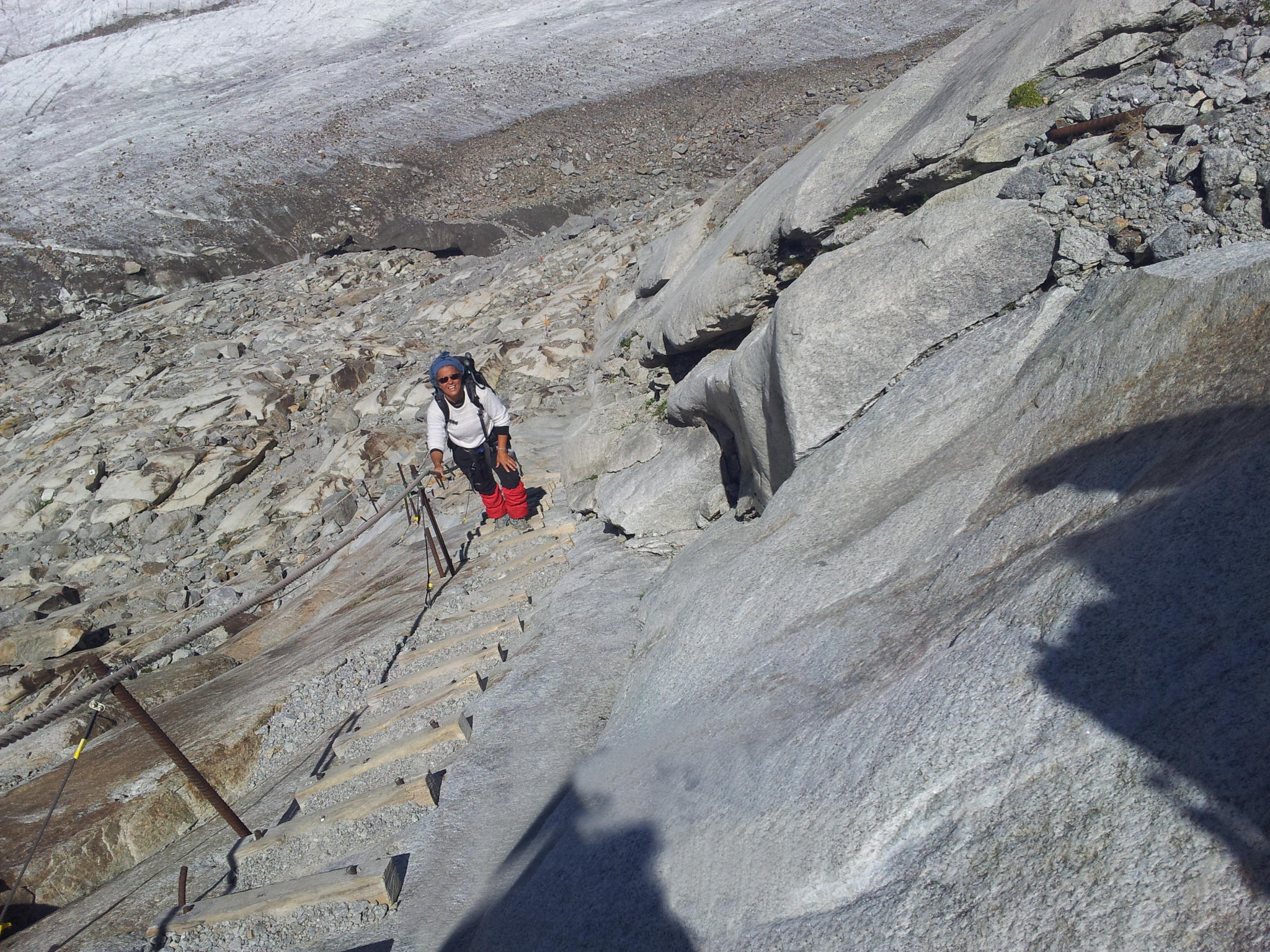
Uma passagem delicado
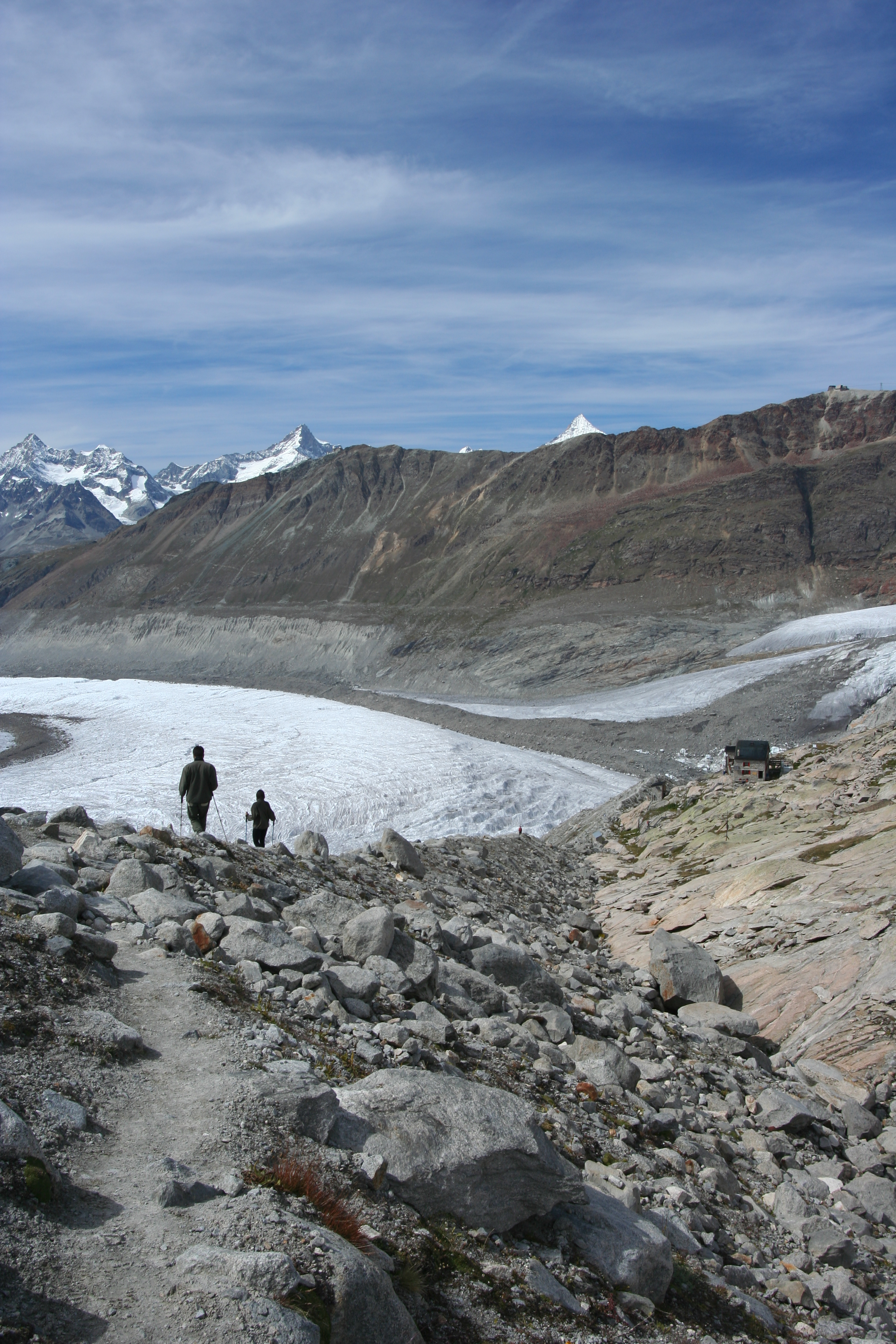
O glaciar Grenz e do Gorner